# 長清戰鬥
長清戰鬥發生於1930年6月23日，地點則是在中國魯西一帶，是國民革命軍內部所發生的內戰戰鬥之一，也是中原大戰主要戰役。長清戰鬥的交戰雙方，一方為蔣中正轄下的國軍中央軍，另一方為李生達部隊。